# كلاركسون (نيويورك)
كلاركسون (بالإنجليزية: Clarkson, New York)‏ هي بلدة أمريكية تقع في الولايات المتحدة في نيويورك (ولاية). يقدر عدد سكانها بـ 6,736 نسمة .

## أعلام
- ويليام اماسا سكوت
- لويس سويفت